# Baaigem
Baaigem är en ort i Belgien.   Den ligger i provinsen Östflandern och regionen Flandern, i den västra delen av landet, 40 kilometer väster om huvudstaden Bryssel. Baaigem ligger 39 meter över havet och antalet invånare är 565.
Terrängen runt Baaigem är platt. Runt Baaigem är det tätbefolkat, med 343 invånare per kvadratkilometer.. Närmaste större samhälle är Gent, 13,1 kilometer norr om Baaigem. 
Trakten runt Baaigem består till största delen av jordbruksmark.